# Tegula brunnea
Tegula brunnea, common name the brown tegula, là một loài ốc biển, kích thước trung bình with gills and an operculum, là động vật thân mềm chân bụng sống ở biển thuộc họ Turbinidae.
This is an Eastern Pacific Ocean species.

## Hình ảnh

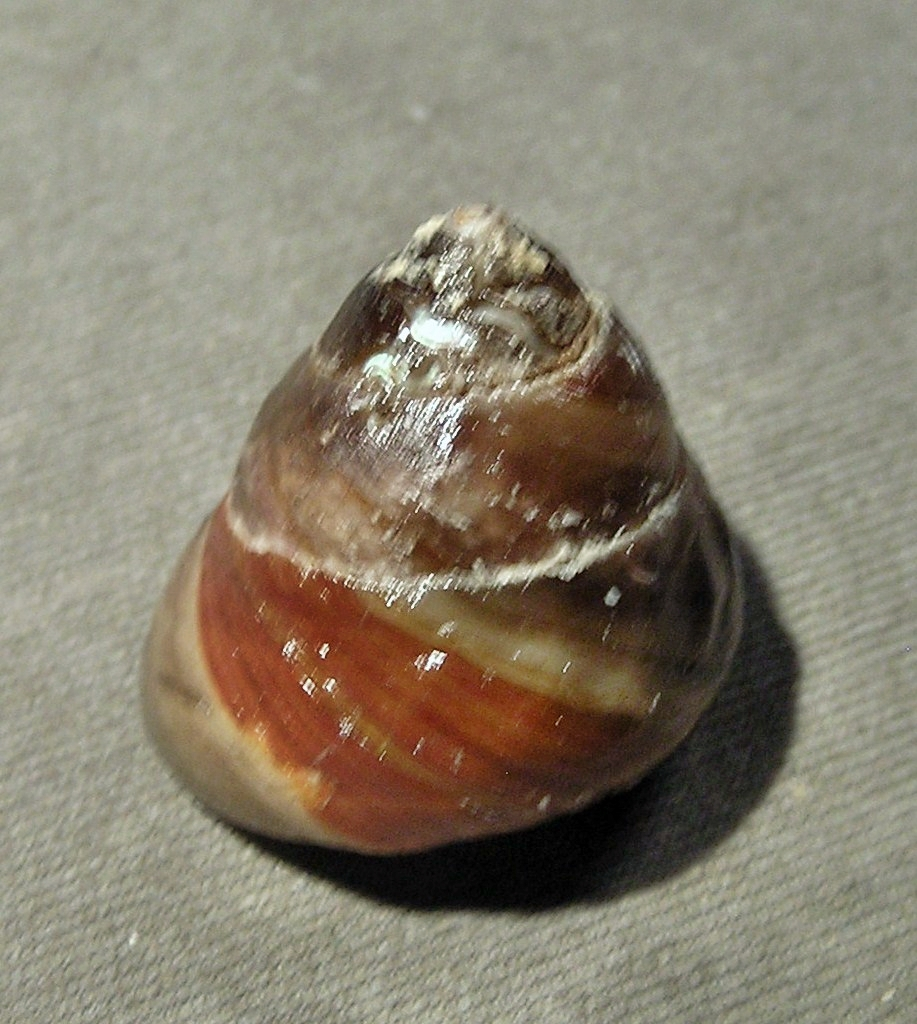
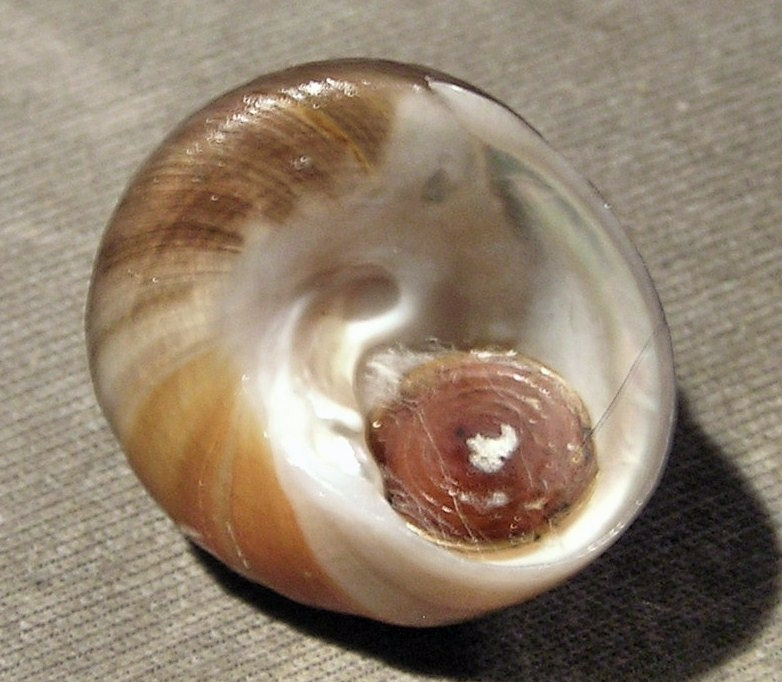